# Giorgio Giacomelli

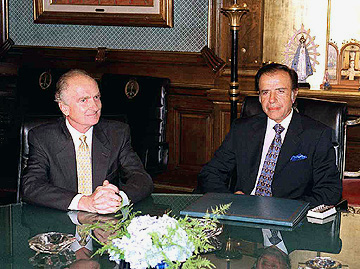
Giorgio Giacomelli (links) mit dem argentinischen Präsidenten Carlos Menem in der Casa Rosada, Dezember 1996

Giorgio Giacomelli (* 25. Januar 1930 in Mailand; † 8. Februar 2017 in Rom) war ein italienischer Diplomat.

## Leben
Giorgio Giacomelli war Master der Rechtswissenschaft der Universität Padua. Er studierte an der University of Cambridge und am Hochschulinstitut für internationale Studien und Entwicklung, trat 1956 in den auswärtigen Dienst und wurde in Madrid, Paris, und Leopoldville beschäftigt. Von Januar 1964 bis Oktober 1966 war er in Neu-Delhi Geschäftsträger.
1972 leitete er die Abteilung Entwicklungszusammenarbeit im Außenministerium. Von 1973 bis 1976 war er Botschafter in Mogadischu, Somalia und von 1976 bis 1980 war er Botschafter in Damaskus.
Von 1981 bis Oktober 1985 leitete er die Abteilung Entwicklungszusammenarbeit im Außenministerium. Von Oktober 1985 bis Februar 1991 war er Beauftragter für das Hilfswerk der Vereinten Nationen für Palästina-Flüchtlinge im Nahen Osten. Von Februar 1991 bis September 1997 war er Geschäftsführer des Büro der Vereinten Nationen für Drogen- und Verbrechensbekämpfung. Von 1992 bis September 1997 leitete er das Büro der Vereinten Nationen in Wien.
Von Dezember 1999 bis März 2001 war er Sonderberichterstatter für Menschenrechte in den besetzten Gebieten Palästinas der UN-Menschenrechtskommission. Seit Juli 2002 war Giacomelli Vorsitzender der Non-Profit-Organisation HYDROAID, zur Fortbildung im Bereich der Wasserinfrastruktur und -Dienstleistungen, welche durch das Außenministerium der Gemeindeverwaltung von Piemont, Banken und örtlichen Institutionen gefördert wird. Im Februar 2006 wurde Giacomelli von Kofi Annan in das UN Advisory Board on Water and Sanitation (UNSGAB Beratergremium für Trinkwasser und Sanitärtechnik) berufen.

## Auszeichnungen
- 1993: Großkreuz des Verdienstordens der Italienischen Republik
- 1997: Großes Goldenes Ehrenzeichen am Bande für Verdienste um die Republik Österreich[3]